# FM World
FM World (dawniej FM GROUP WORLD) – polskie przedsiębiorstwo, które wywodzi się ze spółki FM World Polska założonej w 2004 roku przez Artura Trawińskiego, specjalizujące się w dystrybucji produktów opartej na marketingu sieciowym.

## Historia
Początkowo spółka istniała pod nazwą FM GROUP WORLD Artur Trawiński Spółka z o.o. Sp. k., która z dniem 6 lutego 2019 roku została przekształcona w spółkę FM World Sp. z o.o. Od początku swojej działalności przedsiębiorstwo związane jest z zakładami Perfand, zajmującymi się produkcją perfum. W późniejszym czasie firma poszerzyła swoją ofertę, w której obecnie znajdują się chemia gospodarcza, kosmetyki do makijażu i pielęgnacji, suplementy diety oraz kawy i herbaty.

## Działalność
Raport na temat wyników firm MLM w Polsce, przygotowany przez firmę InfoCredit, opublikowany przez „Network Magazyn” pokazuje, że FM World rozwija się najszybciej w całej branży MLM w Polsce.
Z firmą współpracuje ponad milion partnerów biznesowych na całym świecie, z czego około 200 tysięcy działa w Polsce.

### Produkty
W ofercie FM World można znaleźć:
- perfumy, oraz wody perfumowane – kluczowy segment produktów, z którym firma jest kojarzona
- produkty do pielęgnacji ciała – żele pod prysznic, kremy, balsamy do ciała
- kosmetyki do pielęgnacji włosów – szampony, odżywki, maski
- kosmetyki do makijażu – kosmetyki kolorowe, takie jak: błyszczyki do ust, maskary, cienie do powiek, podkłady
- chemia gospodarcza – środki czystości pod marką Smart & Clean
- kawy, herbaty i czekoladki – oferowane pod marką Aurile
- usługi telekomunikacyjne – oferowane pod marką FM Mobile. FM Mobile to operator wirtualny korzystający z infrastruktury firmy Polkomtel[5][6]. Sieć powstała 5 października 2009[7] i w założeniu ma służyć jako narzędzie komunikacji dla dystrybutorów FM World. Oferuje usługi telefonii komórkowej w ramach oferty abonamentowej oraz na zasadach pre-paid[8]. Firma sprzedaje także usługi dostępu do Internetu
- usługi księgowo-prawne FM LEX[9] – specjalistyczne biuro rachunkowe. Zespół księgowych i prawników oferuje szeroki zakres usług wspierających prowadzenie i rozwój własnej działalności gospodarczej.

## Marki

### Utique[10]
Marka oferująca perfumy, naturalne oleje do twarzy i włosów, balsamy do ciała, żele pod prysznic oraz kremy do pielęgnacji twarzy.

### Hairlab[11]
Linia składa się z produktów do pielęgnacji włosów, wyselekcjonowanych przez Macieja Maniewskiego.

### Nutricode[13]
Suplementy diety.

### Fontainavie
Kosmetyki do pielęgnacji twarzy o działaniu anti-ageing.

### Federico Mahora
To sztandarowa oferta FM WORLD oferująca perfumy i wody perfumowane, które tworzone są przy współpracy z firmami Perfand oraz Drom Fragrances. Marka Federico Mahora obejmuje także linie kosmetyków do pielęgnacji twarzy, ciała, włosów oraz make up, takie jak Gold Regenesis, Hello Honey, Complete Care, Aloe Vera, Mix & Match.

### Aurile
Kawy, herbaty i czekoladki. Markę wyróżniają kawy funkcjonalne bogate w witaminy i minerały oraz herbaty wzbogacone płatkami kwiatów i aromatami.

### Smart & Clean
Środki czystości i chemia gospodarcza.

## Nagrody
Firma zdobyła 4 nagrody Gazele Biznesu:
- pierwsze trzy nagrody w 2010 roku[14][15]
- czwartą nagrodę w roku 2011[16]

W 2011 roku firma FM World zdobyła Laur Klienta „Odkrycie 2011”
W 2013 roku firma FM World zdobyła Certyfikat Wiarygodności Biznesowej
W 2014 roku firma FM GROUP World otrzymała tytuł National Champion 2014 / 2015 w konkursie European Business Awards
W 2017 roku perfumy Utique RUBY zwyciężyły w konkursie Qltowy Kosmetyk 2017
W 2017 roku firma FM World została nagrodzona statuetką Sukces Roku 2017 w kategorii kosmetologia

## Showroom
Firma FM World posiada swój showroom w Berlinie.